# Клейменова
Клейменова — деревня в Болховском районе Орловской области. Входит в состав Новосинецкого сельского поселения. Население — 1 чел. (2010).

## География
Деревня находится в северной части Орловской области, в лесостепной зоне, в пределах центральной части Среднерусской возвышенности. Расположена на берегу реки Снытка.
Уличная сеть представлена одним объектом: Владимировская улица.
Географическое положение: в 11 километрах от районного центра — города Болхов, в 43 километрах от областного центра — города Орёл и в 285 километрах от столицы — Москвы.
Часовой пояс
Деревня Клейменова, как и вся Орловская область, находится в часовой зоне МСК (московское время). Смещение применяемого времени относительно UTC составляет +3:00.
Климат близок к умеренно-холодному, количество осадков является значительным, с осадками даже в засушливый месяц. Среднегодовая норма осадков — 627 мм. Среднегодовая температура воздуха в Болховском районе — 5,1 °C.

## Население
Проживают (на 2017—2018 гг.) 3 жителя, 1 чел. — от 30 до 50 лет и 2 чел. — старше 60 лет.
| 2010 |
| ---- |
| 1    |

Гендерный состав
По данным Всероссийской переписи населения 2010 года в гендерной структуре населения мужчины составляют 100 % (1 чел.), женщин нет.

## Инфраструктура
Нет данных.

## Транспорт
Деревня расположена рядом с автодорогой федерального значения Р92 (участок Орёл — Болхов — Калуга).